# Jules Sandeau

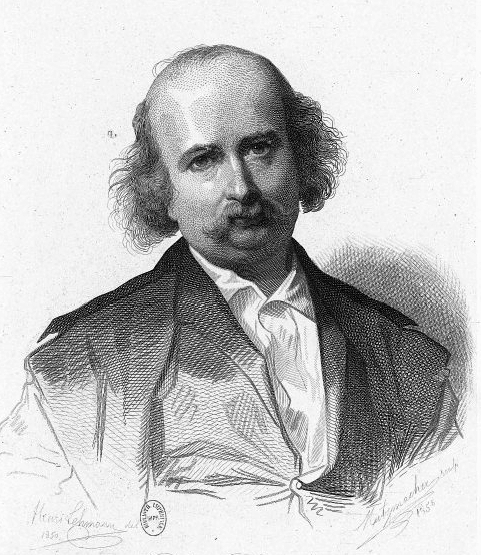
Jules Sandeau
(portrait d'après Henri Lehmann
paru dans L'Artiste en 1858).

Jules Sandeau est un romancier et auteur dramatique français, né à Aubusson (Creuse) le 19 février 1811 et mort à Paris 6e le 24 avril 1883.

## Biographie
Fils d'un receveur des impôts, il fait ses études à Bourges, puis se lance à Paris sans grande conviction dans des études de droit et commence à fréquenter le milieu littéraire parisien. Lors d'une réception en 1830, on lui présente Aurore Dupin, baronne Dudevant, avec laquelle il engage une liaison. Ils écrivent ensemble un roman, Rose et Blanche, ou la Comédienne et la religieuse, qui paraît en 1831 sous le pseudonyme de Jules Sand. De ce nom, Aurore Dupin  gardera pour elle le pseudonyme de Sand et lui ajoutera le prénom masculin de George écrit à l'anglaise (la littérature anglaise étant alors à la mode) devenant ainsi en littérature George Sand. C'est aussi par lui qu'elle fait la connaissance d'Honoré de Balzac, à qui Jules Sandeau sert pendant un certain temps de secrétaire. Mademoiselle de la Seiglière, son œuvre la plus populaire, est en partie une exploration de la relation qu'il entretient avec Balzac.
Le 11 février 1858 Jules Sandeau est élu membre de l'Académie française au fauteuil 11, vacant par la mort de Charles Brifaut, il répond le 26 mai 1859 au discours de réception prononcé par Camille Doucet. En décembre de la même année il est nommé conservateur adjoint de la bibliothèque Mazarine — où il était entré comme bibliothécaire en 1853 — succédant à Théophile Baudement parti à la bibliothèque Impériale. Ces fonctions lui valent l'attribution d'un logement au palais de l'Institut. Il y occupe d'abord les quatre pièces du logement du sous-bibliothécaire situé du côté du pavillon de la Bibliothèque (côté est), au deuxième étage par l'escalier de service, avant d'obtenir, en tant qu'académicien, un appartement moins exigu dans le pavillon opposé (côté ouest) dit pavillon des Arts. En 1859, Napoléon III le crée bibliothécaire du palais de Saint-Cloud, qui est pillé et incendié en octobre 1870.
Jules Sandeau meurt le 24 avril 1883, à 72 ans, en son domicile à Paris, au pavillon des Arts, 1, rue de Seine dans le 6e arrondissement de Paris et est inhumé au cimetière du Montparnasse (9e division).
Il est l'auteur d'une cinquantaine de romans et de pièces de théâtre, ces dernières ayant connu de son vivant un plus grand succès que les premiers. Il avait perdu un fils unique, officier de marine, mort d'une maladie de poitrine après la guerre de 1870. Son dernier roman, La Roche aux mouettes, qui raconte les origines d'une vocation maritime, est dédié à son neveu Paul.

## Jules Sandeau et Honoré de Balzac
En 1834, le « petit Jules » rencontra Balzac à qui il confia son désespoir après sa rupture avec George Sand, avouant qu'il envisageait de se suicider, qu'il était sans ressources et sans but. Balzac lui proposa de s'installer rue Cassini et de l'aider à rédiger un drame dont le scénario était déjà prêt : La Grande Mademoiselle. Mais la puissance de travail de Balzac effraya rapidement le jeune Sandeau qui se plaignait de ce « qu'il était réveillé en sursaut par le Titan désireux de me lire des pages fraîches du roman nouveau ou de m'atteler à la correction de ses innombrables épreuves. » Finalement, l'opinion de Balzac sur Jules Sandeau rejoignit assez vite celle de George Sand, qui avait jugé le petit Jules paresseux, nonchalant, sans volonté. Il put le vérifier en 1836, lorsque Jules Sandeau s'enfuit de la rue Cassini, laissant à son protecteur toutes ses dettes et un loyer impayé.

## Œuvre

### Romans

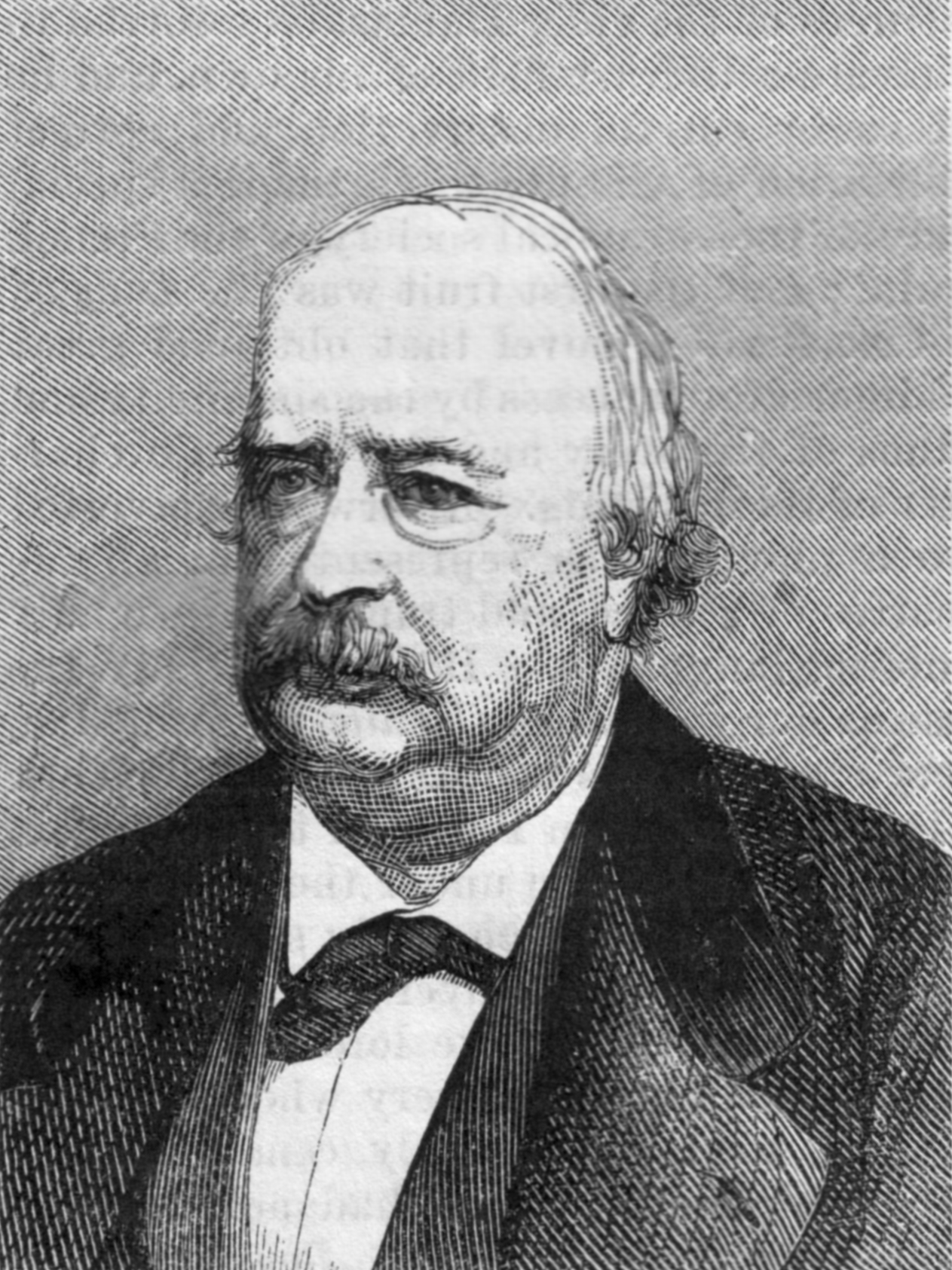
Jules Sandeau
Portrait paru dans Harper's Magazine en 1873.

- Rose et Blanche, en collaboration avec sa maîtresse, Aurore Dupin baronne Dudevant  (future George Sand), roman signé  du pseudonyme « Jules Sand » (1831)[13]
- Vie et malheurs de Horace de Saint-Aubin (1836)[14]
- Les Revenants, avec Arsène Houssaye (1836)
- Marianna, portrait de George Sand (1839)
- Le Docteur Herbeau (1841)
- Madame de Vandeuil, avec Arsène Houssaye (1843)
- Mademoiselle de Kérouare (1843)
- La Dernière Fée (1844)
- Catherine (1845)
- Le Docteur Herbeau (1846)
- Mademoiselle de La Seiglière (1848)
- Madeleine (1848)[Note 1]
- La Chasse au roman (1849)
- Sacs et Parchemins (1851)
- Un héritage (1852)
- Le jour sans lendemain (1853)
- La Maison de Penarvan (1858)
- La Roche aux mouettes (1871)

### Théâtre
- La Chasse au roman, comédie-vaudeville en 3 actes, avec Émile Augier, Paris, Théâtre des Variétés, 20 février 1851
- Mademoiselle de La Seiglière, comédie en 4 actes et en prose, Paris, Comédie-Française, 4 novembre 1851 ; Bruxelles, Théâtre royal de la Monnaie, décembre 1851
- La Pierre de touche, comédie en 5 actes et en prose, avec Émile Augier, Paris, Théâtre-Français, 23 décembre 1853.
- La Maison de Penarvan, comédie en 4 actes, en prose, Paris, Théâtre français, 15 décembre 1863
- Le Gendre de M. Poirier, comédie en 4 actes, en prose, avec Émile Augier, Paris, théâtre du Gymnase, 8 avril 1854
- Marcel, drame en 1 acte, en prose, avec Adrien Decourcelle, Paris, Comédie-Française, 18 mai 1872
- Jean de Thommeray, comédie en 5 actes, avec Émile Augier, Paris, Comédie-Française, 29 décembre 1873

### Varia
- Un début dans la magistrature (1863)

## Adaptations au cinéma
- 1921 : Mademoiselle de La Seiglière, film français réalisé par André Antoine, adaptation du roman éponyme
- 1933 : La Roche aux mouettes, film français réalisé par Georges Monca, adaptation du roman éponyme
- 1933 : Le Gendre de monsieur Poirier, film français réalisé par Marcel Pagnol, adaptation de la pièce de théâtre éponyme

## Hommage
- Boulevard Jules-Sandeau (Paris)

Quai Jules Sandeau ( Le Pouliguen)